# Victor Brecheret
Vittorio Breheret, meglio conosciuto come Victor Brecheret (Farnese, 15 dicembre 1894 – San Paolo, 17 dicembre 1955), è stato uno scultore italiano naturalizzato brasiliano.

## Biografia

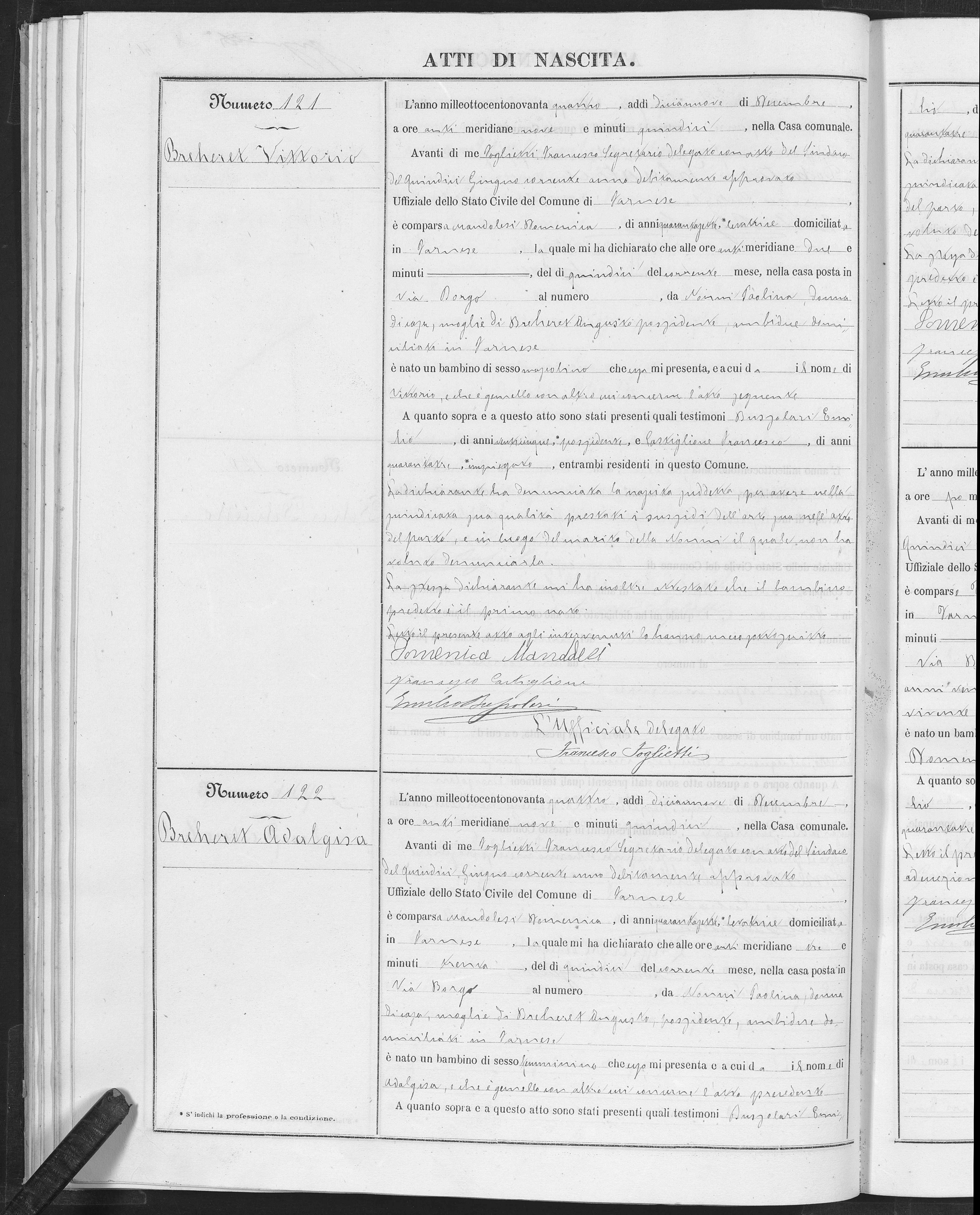
Atto di nascita di Vittorio Breheret

Vittorio Brecheret, figlio di Augusto e di Paolina Nanni, nasce a Farnese in una famiglia giunta da Saint Lezin in Maine e Loira nella prima metà del XIX secolo; in realtà il cognome originario della famiglia era Breheret, poi modificato dall’artista.
Il padre Augusto, rimasto vedovo, accetta di emigrare in Brasile a vivere con i cognati nel 1904..
Il piccolo Vittorio prosegue negli studi in Brasile. Per il grande fascino esercitato su di lui dalle opere di Rodin s’iscrive al Liceu de Artes e officio di San Paolo.
Terminati i corsi, fa ritorno in Italia per perfezionarsi a Roma presso lo studio dello scultore Dazzi.
A Roma mantiene per otto anni un proprio studio d’arte in via Flaminia. In questi anni decide di modificare  il proprio cognome. 
Segue un periodo di viaggi in Europa in particolare a Parigi, prima di un ritorno in Brasile.

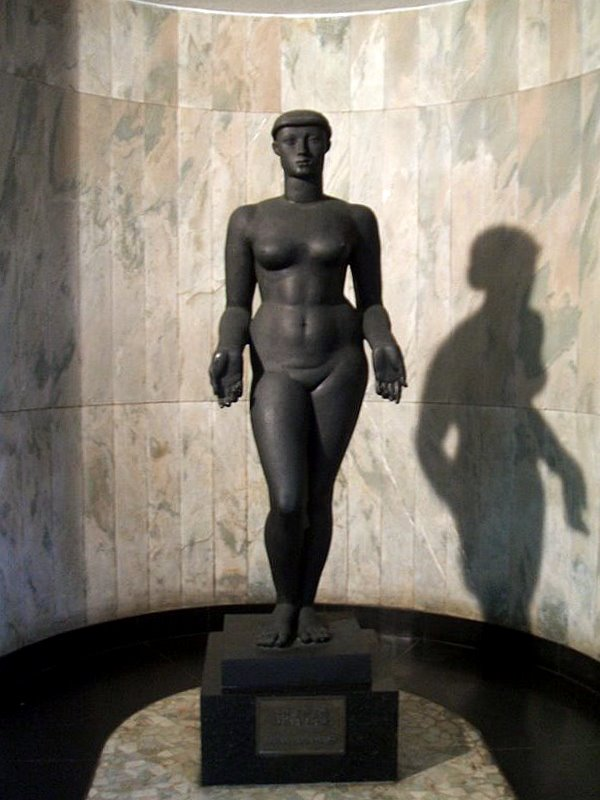
Grazia, bronzo
Galeria Prestes Maia, San Paolo

La sua attività di artista si è estesa per più di quaranta anni, con sculture di vario genere, dimensione e destinazione, ma comunque sempre di alto livello qualitativo. 

L’artista è considerato il maggior scultore brasiliano del XX secolo.